# Mahoń

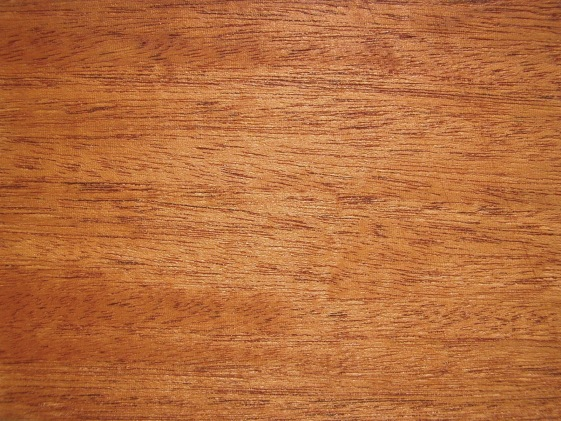
Przykład drewna mahoniowego

Mahoń – drewno otrzymywane z różnych gatunków i rodzajów drzew. Mahoń amerykański pozyskuje się z mahoniowca (Swietenia), natomiast mahoń afrykański tzw. zamahoń z drzew z rodzaju Khaya oraz tzw. mahoń niewłaściwy z grusz afrykańskich (rodzaj Mimusops). 
Wybrane gatunki mahoni amerykańskich:
- Swietenia mahagoni – mahoniowiec właściwy
- Swietenia humilis
- Swietenia macrophylla

Wybrane rodzaje i gatunki mahoni afrykańskich:
- rodzaj Khaya
  - Khaya ivorensis
  - Khaya senegalensis
  - Khaya anthoteca
- rodzaj Mimusops
- rodzaj Entandrophragma
  - Entandrophragma cylindricum – sapele
  - Entandrophragma utile
  - Entandrophragma angolense
  - Entandrophragma candollei

Mahonie afrykańskie są mniej cenione od mahoni amerykańskich, ale bardziej dostępne ze względów logistycznych, a tym samym znacznie tańsze.
Mahoń stosowany jest na okleiny i meble artystyczne, ceniony jako drewno modelarskie w odlewnictwie. Często mahoń jest używany w produkcji strunowych instrumentów muzycznych. Korpusy gitar wykonanych z mahoniu charakteryzują się „cięższym” i „mięsistym” dźwiękiem oraz długim wybrzmiewaniem. Stosowany jest też do produkcji śmigieł i wyposażenia wnętrz statków, oraz w tradycyjnym szkutnictwie do budowy drewnianych jachtów i łodzi, zarówno żaglowych, jak i klasycznych motorowych. Dawniej używany był też do wyrobu przyborów kreślarskich, a obecnie jest wykorzystywany w meblarstwie i stolarstwie. Gęstość objętościowa drewna mahoniowego wynosi 600 kg/m³ – mahoniowiec właściwy, 819 kg/m³ – zamahoń afrykański, 739 kg/m³ - mahoń afrykański sipo, 703 kg/m³ – mahoń afrykański sapeli. Drewno mahoniowe jest trudno zapalne, czas samodzielnego palenia wynosi poniżej 60s.